# Irena Grywiczówna

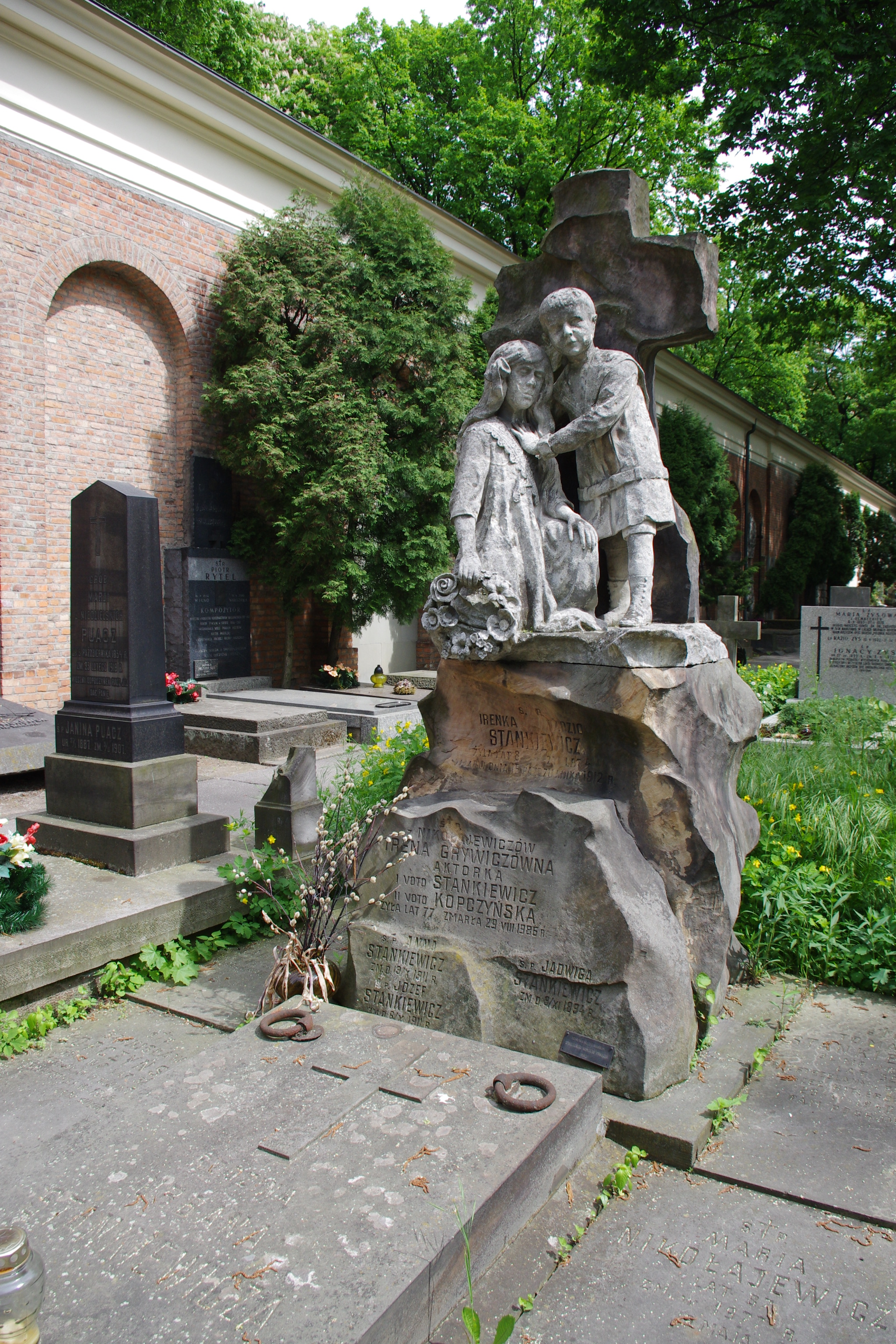
Grób Ireny Grywiczówny na cmentarzu Powązkowskim

Irena Grywiczówna z domu Nikołajewicz, I voto Stankiewicz, II voto Kopczyńska (ur. 9 sierpnia 1909 w Warszawie, zm. 29 sierpnia 1986 tamże) – polska aktorka teatralna i filmowa.
Córka Aleksandra i Marii z Kozerów. Szkołę średnią ukończyła w Warszawie. W latach 1929–1939 występowała w warszawskich teatrach rewiowych i operetkowych w tym między innymi w teatrze Praskie Oko (sez. 1933/1934), a następnie w 1936 r., w Wesołym Ulu. W sez. 1937/1938 grała w Teatrze Miejskim w Bydgoszczy, a w 1939 z zespołem operetkowych i operowych aktorów warszawskich pod kier. Tadeusza Wołowskiego grała między innymi w Kielcach. W czasie II wojny światowej była kelnerką w warszawskiej kawiarni „U Elny Gistedt” przy Nowym Świecie, występowała także w Teatrze Nowości. W latach 1949–1953 grała w Teatrze Aleksandra Węgierki w Białymstoku. Od 1954 występowała w Warszawie, w Teatrze Nowym, Operetce i Teatrze Ateneum.
Pochowana na cmentarzu Powązkowskim w Warszawie (kwatera 166-6-2/3).

## Filmografia
- Manewry miłosne (1935)
- Jadzia (1936)
- Pan Twardowski (1936)
- Znachor (1937)